# Бизнес-конференция

## Бизнес-конференция (деловая конференция)
Бизнес-конференция (деловая конференция) - собрание представителей одной или нескольких компаний с целью обсуждения ключевых проблем профессиональной сферы деятельности, результатов сотрудничества в сфере бизнеса, обсуждения проблем, возникающих при реализации бизнес-идеи, путей решения этих проблем, улучшения взаимодействия. Конференции обычно проводятся в конференц-залах отелей, на специализированных площадках (конференц-центрах) или во временных конструкциях на открытом воздухе (в летний период). Во время пандемии COVID-19 многие мероприятия перешли на онлайн формат (с использованием специализированного программного обеспечения или приложений видеосвязи Zoom и других). Организаторами деловых конференций, как правило, выступают специализированные конференционные компании или деловые СМИ.
Программа деловой конференции может включать в себя различные форматы публичных выступлений: отдельные выступления спикеров (докладчиков) с презентациями, групповые дискуссии, мастер-классы, дебаты, форматы открытого микрофона (когда выступить могут все желающие, включая слушателей).
Международно признанной классификации деловых конференций не существует, но тематически деловые конференции можно разделить на несколько групп:
•	Отраслевые – посвященные проблемам конкретной отрасли (нефтегаз, гражданская авиация, телекоммуникации и т.п.)
•	Профессиональные – объединяющие участников по признаку работы в той или иной профессиональной сфере (управление персоналом, маркетинг, закупки и т.д.)
•	Общепредпринимательские – посвященные различным аспектам управления бизнесом. Как правило, включают выступления владельцев и первых лиц крупнейших компаний.
Основные этапы организации деловой конференции:
•	Выбор темы и разработка креативной концепции
•	Расчет бюджета
•	Подбор и аренда площадки, необходимого технического оборудования
•	Поиск и достижение договоренностей со спикерами
•	Привлечение участников, спонсоров и медиа-партнеров (для продвижения и освещения мероприятия в СМИ)
•	Изготовление рекламно-презентационной и сувенирной продукции (рекламно-сувенирная продукция), печать необходимой полиграфии
•	Застройка площадки
•	Организация регистрации и нахождения участников на площадке
•	Предоставление доступа к различным материалам конференции после ее завершения (презентации, видеозаписи)
Список некоторых российских организаторов деловых конференций:
•	Росконгресс - https://roscongress.org/
•	РБК конференции - https://bc.rbc.ru/
•	 Be2Conference.Group - be2conf.ru
•	InterForum - https://interforums.ru/